# Centre històric de Montbrió del Camp
El centre històric de Montbrió del Camp és el nucli antic de la vila de Montbrió del Camp (Baix Camp) declarat com a patrimoni cultural amb la figura de bé cultural d'interès local. La vila és entre les rieres de Riudecanyes i d'Alforja. La vila, emplaçada al mig de la plana, és un bon exemple de vila closa d'època romànica, regular i planificada.
El nucli més antic del poble és a la Closa, a l'entrada de la qual el carrer passa sota una torre medieval incorporada a l'Ajuntament. La vila va estar emmurallada el segle xiv, agafant després un perímetre més ampli. La mateixa torre de l'església, elevada alguns pisos més com a campanar, és una de les muralles. Fou repoblada a la segona meitat del segle xii per Guillem de Jorba i pertanyé a la Comuna del Camp de Tarragona. Formà part del terme de Cambrils i el 1449 esdevingué, igualment com aquesta vila, carrer de Barcelona. El 1622 rebé el títol de vila i s'independitzà de Cambrils.
A la plaça de la Vila són de destacar l'edifici de l'Ajuntament, de cap al 1600; la casa de Bargalló (segle xvii); la casa de Blai o cal Blay (segle xviii); Cal Recó (segle xvii); l'antic palau dels marquesos de l'Olivar, avui col·legi de les Monges Carmelites, i la casa del Pelegrí, del segle xix, amb mobiliari interessant i lloc d'exposicions.
Al carrer de la Riera, número 18, hi ha la casa de Figueres i Cal Reverter, ambdues d'estil modernista. Al carrer Major s'hi troba la casa de Flarès, del 1797, i la casa de Salas, del segle xviii. Al carrer del Rec número 29 hi ha Cal Apotecari i al número 6 Cal Vidal, ambdues del segle xviii. Al carrer Nou número 44 cal destacar Cal Figuerola, edifici d'estil modernista. Aquest edifici es va construir a partir d'uns edificis de finals del segle passat, com és l'Hort de Figuerola, fet entre 1843 i 1943.